# Abdoel-Chalim Sadoelajev
Abdoel-Chalim Aboe-Salamovistsj Sadoelajev, achternaam ook wel gespeld als Saidoellajev (Tsjetsjeens: Абдул-Халим Абу-Саламович Садулаев) (Argoen, 2 juni 1966 - aldaar, 17 juni 2006) was een Tsjetsjeense sjeik die tot aan zijn dood de leider van de afscheidingsbeweging in Tsjetsjenië was die vecht voor een onafhankelijke Tsjetsjeense republiek van Itsjerië. Hij werd verkozen in 2002 en kwam aan de macht na de dood van Aslan Maschadov op 8 maart 2005. Hij had wahabistische sympathieën en werd gesteund door Sjamil Basajev.
Sadoelajev werd later een wahabistische geestelijke. Hij maakte in de periode tussen de Eerste en de Tweede Tsjetsjeense Oorlog (tussen 1996 en 1999) programma's voor het televisiestation van de afscheidingsbeweging.
Later werd hij door Maschadov benoemd tot hoofd van de "Sharia-commissie", het Tsjetsjeense hoogste islamitische gerechtshof in ballingschap. Ook vaardigde Maschadov een presidentieel decreet uit in 2002 dat Sadoelajev bij zijn dood tot opvolger aanwees.
Volgens Tsjetsjeense bronnen werd zijn vrouw ontvoerd door de Spetsnaz en na ondervraging en marteling gedood door de FSB in 2003. Dit werd wel in verband gebracht met zijn ideeën over Tsjetsjenië die na zijn opvolging door hem naar buiten werden gebracht: hij wilde net als Basajev een moslimkalifaat oprichten dat naast dit gebied ook Ingoesjetië, Noord-Ossetië, Kabardië-Balkarië, Karatsjaj-Tsjerkessië, Adygea, kraj Stavropol en kraj Krasnodar zou moeten omvatten. Of de bevolking van deze gebieden het hier ook mee eens waren, was niet zozeer van belang voor hem. Naar eigen zeggen wees hij echter aanslagen op burgerdoelen af, maar richtte hij zich meer op Russische militaire doelen waaronder met name de militieleden van de zoon van de vermoorde ex-gouverneur (president) van Tsjetsjenië Ramzan Kadyrov, de pro-Russische en als zeer wreed en corrupt bekendstaande Kadyrovtsy.
Halverwege juni werd Sadoelajev volgens officiële verklaringen in zijn geboorteplaats Argoen door een speciaal Russisch commando opgespoord en gedood na een vuurgevecht samen met een aantal andere rebellen. De 'Minister van Buitenlandse Zaken' van de rebellen in Londen Achmed Zakajev verklaarde dat hij opgevolgd werd door Dokka Oemarov.